# ンドンガ語
ンドンガ語（ンドンガご、ンドンガ語: Owambo、英: Ndonga）はバントゥー語群に属する言語である。話者はナミビア、およびアンゴラのいくつかの地域にいる。言語分類的にクワニャマ語と近い関係にある。ンドンガ語の話者数は807,000人と推計されている。

## 言語名別称
- Ambo
- Ochindonga
- Oshindonga
- OshiNdonga
- Osindonga
- Otjiwambo
- Owambo

## 方言
- Eunda Kolonkadhi
- Kwaludhi
- Ngandyera